# بالابانوفو
بالابانوفو (بالروسية: Балабаново) هي إحدى مدن روسيا في الكيان الفدرالي الروسي كالوغا أوبلاست.